# Негославиці (Буський повіт)
Негославиці (пол. Niegosławice) — село в Польщі, у гміні Пацанув Буського повіту Свентокшиського воєводства.
Населення — 139 осіб (2011).
У 1975-1998 роках село належало до Келецького воєводства.

## Демографія
Демографічна структура на день 31 березня 2011 року:
|          | Загалом | Допрацездатний вік | Працездатний вік | Постпрацездатний вік |
| -------- | ------- | ------------------ | ---------------- | -------------------- |
| Чоловіки | 64      | 14                 | 38               | 12                   |
| Жінки    | 75      | 17                 | 37               | 21                   |
| Разом    | 139     | 31                 | 75               | 33                   |